# Second Wind
“SECOND WIND”는 세븐틴의 유닛 부석순의 데뷔 싱글 음반이다. 2023년 2월 6일 발매되었으며, 같은 날 이영지가 참여한 리드 싱글인  "파이팅 해야지"가 함께 발매되었다. 약 5년 만에 부석순이 발매한 Second Wind는 써클 앨범 차트에서 1위를 차지했고, K팝 유닛이 발매한 음반 중 발매 첫 주 판매량 기록을 경신했다.

## 배경 및 발매
2023년 1월 7일, 부석순은 약 5년 전 데뷔 디지털 싱글 "거침없이" 이후 첫 컴백으로 새 싱글 음반 발매 계획을 발표했다. 해당 곡은 원래 세븐틴 팬미팅 이벤트인 캐럿랜드에서 일회성으로 계획되었지만, 팬들의 긍정적인 반응과 수요로 인해 부석순은 또 다른 프로젝트를 계획하게 되었다. 1월 12일, 플레디스 엔터테인먼트는 음반 이름 “SECOND WIND”와 음반 버전, 2월 6일 발매일 등 상세 정보를 공개했다. 활동적인 스포츠 미학을 지닌 음반으로 구상된 “SECOND WIND”의 스페셜 버전이 출시되었는데, 신발 상자 모양의 패키지 안에 부석순 테마 스포츠 의류(티셔츠, 곱창밴드, 헤어밴드, 마스크, 양말)가 들어있었다.
2월 2일, 부석순은 피트니스 앱의 목표 달성 진행률을 모방하도록 디자인된 하이라이트 메들리를 통해 싱글 음반의 3곡 트랙리스트를 공개했다. 음반 발매를 지원하기 위해 세븐틴 웹 예능 ”고잉 세븐틴”의 2회 특별판인 "고잉 부석순"과 공식 티저 2개가 방영되었다.
세컨드 윈드는 2023년 2월 6일 전 세계에 디지털 및 실물 음반으로 발매되었다. 리드 싱글 "파이팅 해야지"는 같은 날 뮤직 비디오와 함께 발매되었다. 2월 23일, 부석순은 노르웨이 가수 페데르 엘리아스가 피처링한 곡 "7PM"의 스페셜 퍼포먼스 비디오를 공개했다.

## 상업적 성과
발매 첫날, 세컨드 윈드는 2023년 2월 11일자 주간 써클 앨범 차트에서 1위로 데뷔했으며, 47만 8천 장 이상 판매되어 K팝 유닛이 발매한 음반 중 발매 첫 주 판매량 신기록을 경신했다. 첫 주가 끝날 때까지 총 61만 189장의 기록적인 판매량을 기록했다.
음반의 리드 싱글 "파이팅 해야지"는 2023년 2월 5일부터 11일까지의 차트에서 써클 디지털 차트 5위, 다운로드 차트 1위로 진입했다. 2023년 2월 15일자 빌보드 재팬 핫 100 차트에서 1위로 데뷔했다. 또한 2023년 2월 18일 발표된 월드 디지털 송 세일즈 차트에서 8위로 데뷔했다.

## 수록곡
| #            | 제목                                      | 작사                            | 작곡                                         | 재생 시간 |
| ------------ | ----------------------------------------- | ------------------------------- | -------------------------------------------- | --------- |
| 1.           | 〈파이팅 해야지〉 (이영지 피처링)         | 우지 범주 호시 도겸 승관 이영지 | 우지 범주 호시 에스쿱스 박기태 (Prismfilter) | 3:24      |
| 2.           | 〈점심시간〉                              | 우지 범주 호시 도겸 승관        | Kyler Niko Willie Weeks                      | 3:20      |
| 3.           | 〈7시예 들어줘〉 (페데르 엘리아스 피처링) | 우지 범주 페데르 엘리아스       | 우지 범주 페데르 엘리아스 호시 도겸 승관     | 3:15      |
| 총 재생 시간 | 총 재생 시간                              | 총 재생 시간                    | 총 재생 시간                                 | 9:59      |

## 차트
| 차트 (2023)                                | 최고 순위 |
| 180                                        |           |
| 76                                         |           |
| 76                                         |           |
| 3                                          |           |
| ------------------------------------------ | --------- |
| 일본 합산 싱글 (오리콘)                    | 3         |
| 일본 탑 싱글 판매 (빌보드 재팬)            | 3         |
| 7                                          |           |
| 대한민국 음반 (써클 앨범 차트)             | 1         |
| 대한민국 음반 (써클 앨범 차트) 위버스 앨범 | 3         |
| 88                                         |           |

| 차트 (2023)                      | 최고 순위 |
| -------------------------------- | --------- |
| 일본 (오리콘)                    | 8         |
| 대한민국 음반 (써클)             | 1         |
| 대한민국 음반 (써클) 위버스 앨범 | 8         |

| 차트 (2023)                      | 순위 |
| -------------------------------- | ---- |
| 일본 (오리콘)                    | 93   |
| 일본 탑 싱글 판매 (빌보드 재팬)  | 93   |
| 대한민국 음반 (써클)             | 44   |
| 대한민국 음반 (써클) 위버스 앨범 | 97   |

## 인증
| 국가                       | 인증        | 판매량/출하량 |
| -------------------------- | ----------- | ------------- |
| 대한민국 (KMCA)            | 2× 플래티넘 | 500,000^      |
| ^출하량을 기반으로 한 인증 |             |               |